# Paul Kosgei
Paul Malakwen Kosgei (né le 22 avril 1978) est un athlète kényan, spécialiste des courses de fond.

## Biographie
Il s'illustre dans l'épreuve du semi-marathon en remportant le titre individuel des championnats du monde 2002, à Bruxelles, dans le temps de 1 h 0 min 49 s, ainsi que le titre par équipes aux côtés de Charles Kamathi et
Paul Kirui. 
En cross-country, Paul Kosgei se classe deuxième de l'épreuve individuelle courte des Championnats du monde de cross-country en 1998 et 2000, et prend la troisième place en 1999. Il s'adjuge le titre mondial par équipes en 1998, 1999, 2000 et 2001.
Sur piste, le Kényan remporte la médaille d'or du 10 000 mètres durant les championnats d'Afrique 2002. Lors de cette même saison, il se classe deuxième du 10 000 m lors des Jeux du Commonwealth, et deuxième du 5 000 m lors de Coupe du monde des nations.

## Palmarès
| Date | Compétition                            | Lieu           | Résultat | Épreuve                   |
| ---- | -------------------------------------- | -------------- | -------- | ------------------------- |
| 1998 | Championnats du monde de cross         | Marrakech      | 3e       | Individuel course courte  |
| 1998 | Championnats du monde de cross         | Marrakech      | 1er      | Par équipes course courte |
| 1999 | Championnats du monde de cross         | Belfast        | 2e       | Individuel course courte  |
| 1999 | Championnats du monde de cross         | Belfast        | 1er      | Par équipes course courte |
| 1999 | Championnats du monde                  | Séville        | 5e       | 3 000 m steeple           |
| 2000 | Championnats du monde de cross         | Vilamoura      | 3e       | Individuel course courte  |
| 2000 | Championnats du monde de cross         | Vilamoura      | 1er      | Par équipes course courte |
| 2001 | Championnats du monde de cross         | Ostende        | 5e       | Individuel course courte  |
| 2001 | Championnats du monde de cross         | Ostende        | 1er      | Par équipes course courte |
| 2001 | Championnats du monde                  | Edmonton       | 7e       | 10 000 m                  |
| 2002 | Championnats d'Afrique                 | Tunis          | 1er      | 10 000 m                  |
| 2002 | Jeux du Commonwealth                   | Manchester     | 2e       | 10 000 m                  |
| 2002 | Coupe du monde des nations             | Madrid         | 2e       | 5 000 m                   |
| 2002 | Championnats du monde de semi-marathon | Bruxelles      | 1er      | Individuel                |
| 2002 | Championnats du monde de semi-marathon | Bruxelles      | 1er      | Par équipes               |
| 2011 | Jeux mondiaux militaires               | Rio de Janeiro | 3e       | Marathon                  |

### Records
| Épreuve       | Performance     | Lieu      | Date             |
| ------------- | --------------- | --------- | ---------------- |
| 5 000 m       | 13 min 05 s 44  | Oslo      | 28 juillet 2000  |
| 10 000 m      | 27 min 21 s 56  | Bruxelles | 5 septembre 2003 |
| Semi-marathon | 59 min 07 s     | Berlin    | 2 avril 2006     |
| Marathon      | 2 h 09 min 15 s | Paris     | 6 avril 2008     |